# Nazionale maschile di calcio del Messico

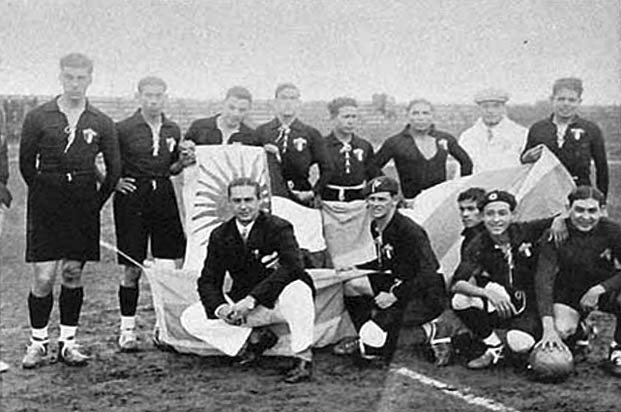
Il Messico a Uruguay 1930

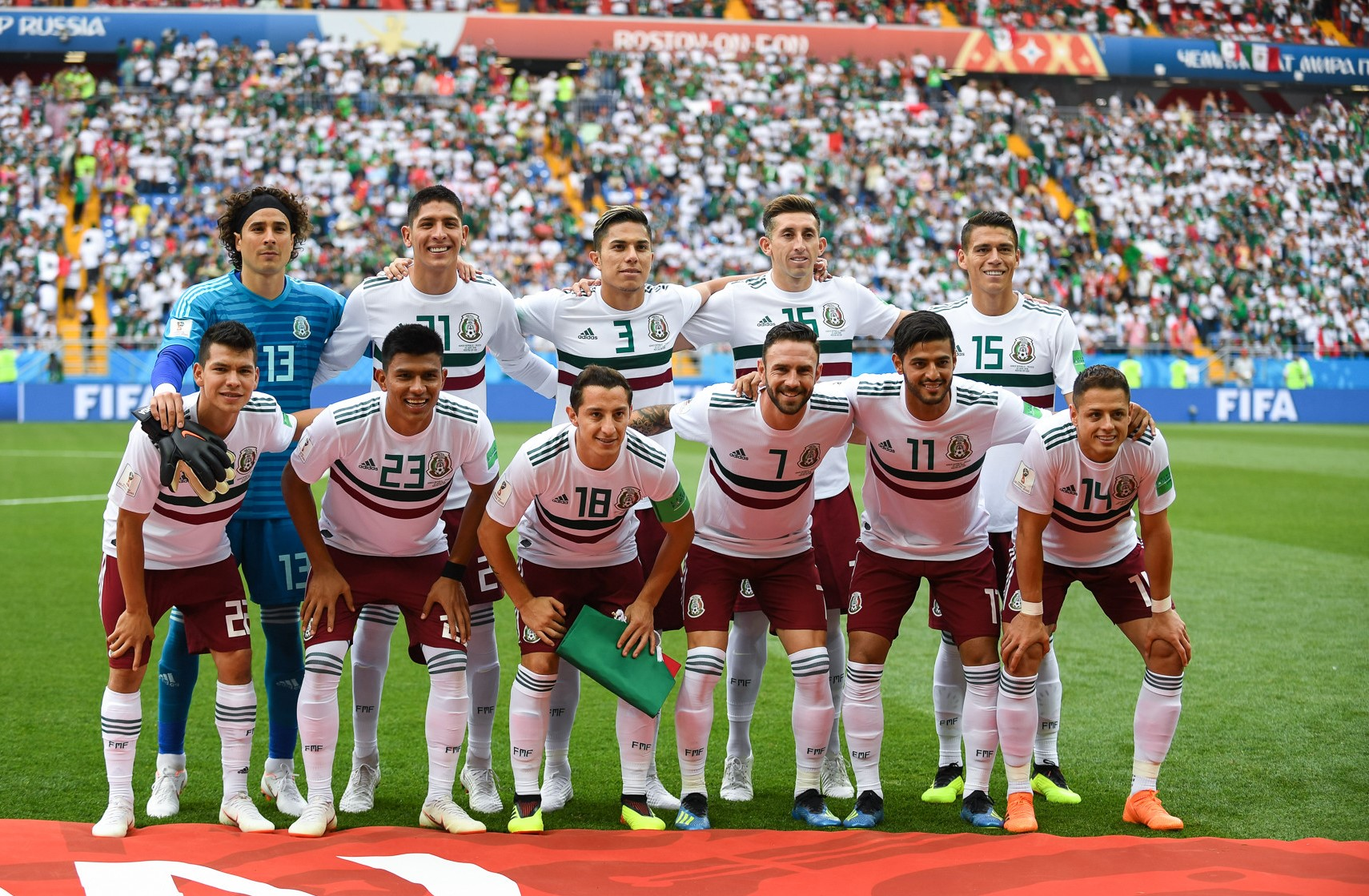
Il Messico a Russia 2018. Da sinistra, in alto: Ochoa, Álvarez, Salcedo, Herrera, Moreno. Seconda fila, da sinistra: Lozano, Gallardo, Guardado, Layún, Vela, Hernández.

La nazionale di calcio del Messico (selección de fútbol de México in spagnolo e Mexko xoteololoh olocholistli in nahuatl) è la rappresentativa nazionale di calcio dell'omonimo paese nordamericano ed è posta sotto l'egida della Federación Mexicana de Fútbol Asociación, la quale a sua volta è associata alla CONCACAF sin dalla sua fondazione, avvenuta nel 1961, e affiliata alla FIFA dal 1929.
La nazionale messicana esordì il 9 dicembre 1923 vincendo per 2-1 contro il Guatemala in un incontro amichevole. Ha partecipato a diciassette edizioni del campionato del mondo, dove i suoi migliori piazzamenti sono i quarti di finale, raggiunti nelle edizioni casalinghe, del 1970 e 1986. È la nazionale nordamericana più titolata, essendosi aggiudicata la Gold Cup in 13 occasioni (nel 1965, 1971, 1977, 1993, 1996, 1998, 2003, 2009, 2011, 2015, 2019, 2023 e 2025) oltre ad una CONCACAF Nations League (2024-2025). Valta, altresì, tre vittorie nel campionato nordamericano e una nella Confederations Cup. La FIFA riconosce al Messico il merito di essere la rappresentativa nazionale che ha disputato il maggior numero di competizioni ufficiali dalla sua fondazione: ben nove tornei. Inoltre la nazionale del Messico è stata la seconda al mondo (dopo la selezione della Costa Rica) ad aver vinto il titolo continentale di due confederazioni diverse, nello specifico il campionato nordamericano di calcio e la Gold Cup.
Deve il proprio soprannome el Tricolor (spesso abbreviato el Tri) al fatto che la sua divisa tipica si è sempre contraddistinta dai colori verde (maglia), bianco (pantaloncini) e rosso (calzettoni), tipici della bandiera nazionale. Di solito gioca le partite interne allo stadio Azteca di Città del Messico.
Nella classifica mondiale della FIFA, istituita nell'agosto 1993, il Messico ha ottenuto quale miglior piazzamento il 4º posto nel febbraio e nel giugno 1998 e nel maggio e nel giugno 2006, mentre il peggiore piazzamento è il 40º posto del luglio 2015. Attualmente occupa il 19º posto della graduatoria.

## Storia

### Esordi
Il Messico esordì vincendo per 3-2 contro il Guatemala il 1º gennaio 1923. La Federación Mexicana de Fútbol Asociación fu fondata nel 1927 e si affiliò alla FIFA nel 1929.
Nel 1930 i messicani parteciparono alla prima edizione della Coppa del mondo. Qui terminarono all'ultimo posto il girone A con Argentina, Cile e Francia. Nella partita di debutto, persa per 1-4 contro la Francia, Juan Carreño segnò il primo gol dei messicani in una fase finale della Coppa del Mondo. Alla sconfitta iniziale seguirono quelle contro i cileni (0-3) e contro gli argentini (3-6, con doppietta di Manuel Rosas e gol di Roberto Gayón per il Messico).
Il Messico non riuscì a qualificarsi per il campionato del mondo 1934 e in vista del campionato del mondo 1938 non partecipò neanche alle eliminatorie, come del resto molte altre nazionali del mondo.

### La costanza del Messico (1950-1966)
Al campionato del mondo 1950 il Messico fu sconfitto da Brasile (0-4), Jugoslavia (1-4, gol messicano di Hector Ortiz) e Svizzera (1-2, rete centroamericana di Horacio Casarín).
Al campionato del mondo 1954 fu ancora il Brasile a battere il Messico all'esordio (0-5), mentre nel secondo e ultimo incontro i messicani furono superati dalla Francia (2-3, reti di José Lamadrid e José Balcázar).
Al campionato del mondo 1958 il Messico raccolse il suo primo punto in un mondiale pareggiando contro il Galles (1-1, gol di Jaime Belmonte), prima di patire due sconfitte contro Svezia (0-3) e Ungheria (0-4).
Nel 1961 la federcalcio messicana si affiliò alla CONCACAF. Il 10 maggio 1961 il Messico fece registrare la più larga sconfitta nella gara contro l'Inghilterra (0-8).
L'anno seguente, al campionato del mondo di Cile 1962, nonostante le sconfitte contro Brasile (0-2) e Spagna (0-1), il Messico vinse la sua prima partita di Coppa del mondo, superando per 3-1 la Cecoslovacchia (marcature di Isidoro Díaz, Alfredo Del Aguila e Hector Hernández). Malgrado il successo nell'ultimo impegno, i centroamericani non riuscirono a superare il turno.
Al campionato del mondo 1966 il Messico fu eliminato nel girone che lo vedeva opposto a Inghilterra, paese ospitante, Uruguay e Francia. Sconfitti per 0-2 all'esordio dagli inglesi, i verdi pareggiarono contro gli uruguaiani (0-0) e i francesi (1-1, gol di Enrique Borja) e si piazzarono terzi nel girone.

### Il mondiale del 1970 in casa
Dal 31 maggio al 21 giugno 1970 fu il Messico ad ospitare il campionato del mondo. La nazionale di casa, nella quale erano riposte grandi aspettative, capitò nel girone contro Unione Sovietica, Belgio e El Salvador. Dopo il pareggio a reti bianche contro i sovietici giunse un importante successo per 4-0 contro i salvadoregni (gol di Javier Valdivia, Javier Fragoso e Juan Ignacio Basaguren). Nell'ultimo incontro la vittoria di misura contro il Belgio in virtù di una rete di Gustavo Peña consentì ai messicani di terminare il girone al primo posto a pari merito con l'URSS, che però risultò prima per aver segnato più gol. Per il Messico si trattò della prima storica qualificazione ai quarti di finale di un campionato mondiale. L'avventura dei padroni di casa finì dopo la sconfitta per 1-4 (gol del vantaggio di José Luis González) contro l'Italia, futura finalista del torneo.

### Alla ricerca di un'identità (1970-1986)
A dispetto delle ottime prestazioni al mondiale del 1970 disputato in casa, il Messico fallì la qualificazione al campionato del mondo 1974 e si ripresentò ai nastri di partenza della fase finale di una Coppa del mondo ad Argentina 1978, dove collezionò tre sconfitte contro Tunisia (1-3, gol di Arturo Vásquez-Ayala), Germania Ovest (0-6) e Polonia (1-3, gol di Víctor Rangel). Non ottenne poi la qualificazione al campionato del mondo 1982.

### Secondo mondiale in casa (1986)
La tredicesima edizione della Coppa del mondo, quella del 1986, si sarebbe dovuta svolgere in Colombia, che diede forfait per problemi economici. Per tale ragione l'organizzazione del torneo fu assegnata al Messico, a sedici anni dal primo mondiale svolto nel paese. Il 19 settembre 1985 un forte terremoto rischiò di mettere a repentaglio lo svolgimento della manifestazione, ma gli stadi non subirono gravi danni e la preparazione proseguì senza intoppi. I padroni di casa vinsero con autorevolezza il girone iniziale battendo Belgio (2-1, gol di Fernando Quirarte e Hugo Sánchez), Iraq (1-0, gol di Fernando Quirarte) e pareggiando contro il Paraguay (1-1, rete di Luis Enrique Flores). Agli ottavi di finale arrivò una vittoria per 2-0 contro la Bulgaria (2-0 grazie a Manuel Negrete e Raúl Servín) e ai quarti la Germania Ovest fu costretta dai messicani allo 0-0, anche se i tedeschi, futuri finalisti del torneo, si imposero con il punteggio di 4-1 ai tiri di rigore. I messicani eguagliarono, così, il risultato ottenuto sedici anni prima.

### La squalifica e l'ascesa continentale (1986-1993)
Il 28 aprile 1987 il Messico conseguì la vittoria più larga della propria storia, sconfiggendo le Bahamas per 13-0. La nazionale fu poi radiata dalle qualificazioni al campionato del mondo 1990 per aver impiegato, nelle qualificazioni al campionato mondiale Under-20 del 1989, dei giocatori di età superiore al limite consentito dalla FIFA. Inizialmente la sanzione era rivolta alla nazionale olimpica e non a quella maggiore, ma in seguito si decise di estendere la punizione a tutte le nazionali messicane per due anni.
Fu nei primi anni novanta che il Messico, sotto la guida di César Luis Menotti, ottenne maggiore gloria internazionale. Già nella prima edizione della CONCACAF Gold Cup, nel 1991, i messicani giunsero terzi, prima di aggiudicarsi il trofeo nel 1993, battendo per 4-0 in finale gli Stati Uniti allo Stadio Azteca di Città del Messico. Nello stesso anno, in Coppa America, alla quale fu invitato dalla CONMEBOL, il Messico si piazzò secondo alle spalle dell'Argentina, vittoriosa per 2-1 in finale.

### Il Messico tra le potenze calcistiche mondiali (dal 1993)

#### Dal mondiale 1994 ai nuovi successi in Gold Cup
Dal 1994 il Messico ha sempre partecipato alla fase finale della Coppa del mondo. Al campionato del mondo 1994, tenutosi negli Stati Uniti, fu inserito nel cosiddetto "gruppo della morte" comprendente anche Italia, Irlanda e Norvegia. Vinto il girone grazie al maggior numero di gol fatti (tutte e quattro le compagini ottennero 4 punti, frutto di una vittoria, un pareggio e una sconfitta a testa e una differenza reti pari a 0), la squadra allenata da Miguel Mejía Barón cadde agli ottavi di finale per mano della Bulgaria, vittoriosa per 3-1 tiri di rigore dopo l'1-1 dei tempi supplementari.
Nel 1996 il Messico colse il secondo successo nella Gold Cup, raggiunto grazie alla vittoria nella finale di Los Angeles contro il quotato Brasile (2-0, gol nella ripresa di Luis García Postigo e di Cuauhtémoc Blanco).
Nel 1997, in Bolivia, il Messico si classificò terzo in Coppa America.
Nel 1998 la nazionale messicana vinse la Gold Cup per la terza volta (la seconda consecutiva), battendo per 1-0 gli USA (rete di Luis Hernández) nella finale di Los Angeles.

#### Dal mondiale 1998 alla vittoria in Confederations Cup
Al campionato del mondo di Francia 1998 il Messico raggiunse nuovamente gli ottavi di finale. Inserita nel non facile girone con Paesi Bassi, Belgio e Corea del Sud, la squadra allenata da Manuel Lapuente vinse brillantemente all'esordio contro gli asiatici per 3-1 e poi ottenne due pareggi contro il Belgio e contro l'Olanda. In entrambi i casi i messicani riuscirono a raggiungere il 2-2 rimontando l'iniziale svantaggio di 0-2. Anche grazie al pareggio della Corea del Sud nel finale della gara contro il Belgio (1-1), il Messico si qualificò insieme con l'Olanda (pari merito a quota 5 punti, ma gli arancioni arrivarono primi per differenza reti) e affrontò la Germania agli ottavi. Questa volta il destino si capovolse e l'iniziale vantaggio messicano (firmato da Luis Hernández) venne vanificato dalla rimonta tedesca. La gara si concluse con il risultato di 2-1 in favore della Mannschaft.
Nel 1999 i messicani si aggiudicarono la Confederations Cup giocata in casa. Ottennero il primo posto nel girone grazie al pari contro l'Egitto (2-2), alla netta vittoria contro l'Arabia Saudita (5-1) e al successo contro la Bolivia (1-0), guadagnando così un posto in semifinale, dove si imposero di misura (1-0) contro gli Stati Uniti. In finale ebbero la meglio sul Brasile per 4-3, ottenendo il primato di unica nazionale della CONCACAF a vincere la Confederations Cup. L'attaccante Cuauhtémoc Blanco fu eletto miglior giocatore del torneo insieme a Ronaldinho.

#### Coppa America 2001 e mondiale 2002
Nel 2001 i messicani giunsero secondi in Coppa America, uscendo battuti dalla finale contro la Colombia padrona di casa.
Dal 2000 gli Stati Uniti si dimostrarono rivali molto duri per il Messico, contendendogli il dominio della scena continentale; vinsero la Gold Cup 2002 ed estromisero il Messico agli ottavi di finale del campionato del mondo del 2002. In Giappone e Corea del Sud il Tricolor, inserito nel raggruppamento con Italia, Croazia ed Ecuador, vinse il girone con autorevolezza. Sconfitti i croati per 1-0 e gli ecuadoregni per 2-1, fermò sul pari (1-1) gli italiani, i quali riuscirono a rimontare l'iniziale vantaggio di Jared Borgetti solo nel finale di partita. Grazie al primo posto con 7 punti, il Messico si qualificò agli ottavi di finale, ma fu nuovamente sconfitto a questo punto del torneo. A prevalere nel derby continentale furono gli Stati Uniti di Bruce Arena, che vinsero per 2-0.

#### La ripresa e la vittoria della Gold Cup 2003
Da quel momento in poi il Messico si risollevò calcisticamente, progredendo così tanto da raggiungere la gloria passata sia a livello internazionale che a livello di club. Grazie a regolari e soddisfacenti partecipazioni della nazionale messicana e dei club messicani a tornei della CONMEBOL quali la Coppa Libertadores (che nell'edizione del 2006 vide la sorprendente squadra dei Chivas Guadalajara sconfiggere gli argentini del Boca Juniors per 4-0), il calcio messicano riguadagnò il proprio antico ruolo di squadra egemone nella zona CONCACAF. La vittoria per 1-0 contro l'Argentina nella Coppa America 2004 e la vittoria della Gold Cup 2003 furono chiari segnali di una svolta nel calcio messicano.

#### Il quarto posto in Confederations Cup
Molto più che i successi a livello continentale, a dimostrare la grande forza del Messico a livello mondiale fu la partecipazione alla Confederations Cup 2005, giocata a giugno in Germania. Dopo aver sconfitto i campioni del mondo in carica del Brasile per 1-0, i messicani furono protagonisti di un'altra ottima prestazione in semifinale, dove la squadra allenata dall'argentino Ricardo La Volpe tenne testa all'Argentina, che ottenne l'accesso in semifinale solo dopo una combattutissima serie di rigori. Sfumata l'occasione di vincere per la seconda volta la Confederations Cup, il Messico concentrò tutte le proprie forze sull'obiettivo del terzo posto. Nella finale per la terza posizione fu un'altra superpotenza del calcio mondiale, la Germania padrona di casa, a dover sudare prima di sconfiggere i messicani per 4-3 dopo i tempi supplementari. Il quarto posto nella Confederations Cup confermò la forza della squadra centroamericana.
Nella Gold Cup 2005, però, il Messico non si comportò altrettanto bene, venendo eliminato dai padroni di casa della Colombia ai quarti di finale (sconfitta per 2-1, con un gol dei colombiani a pochi minuti dalla fine della partita). Il torneo terminò con la vittoria degli Stati Uniti.

#### Dal mondiale tedesco all'argento in Gold Cup (2006-2007)

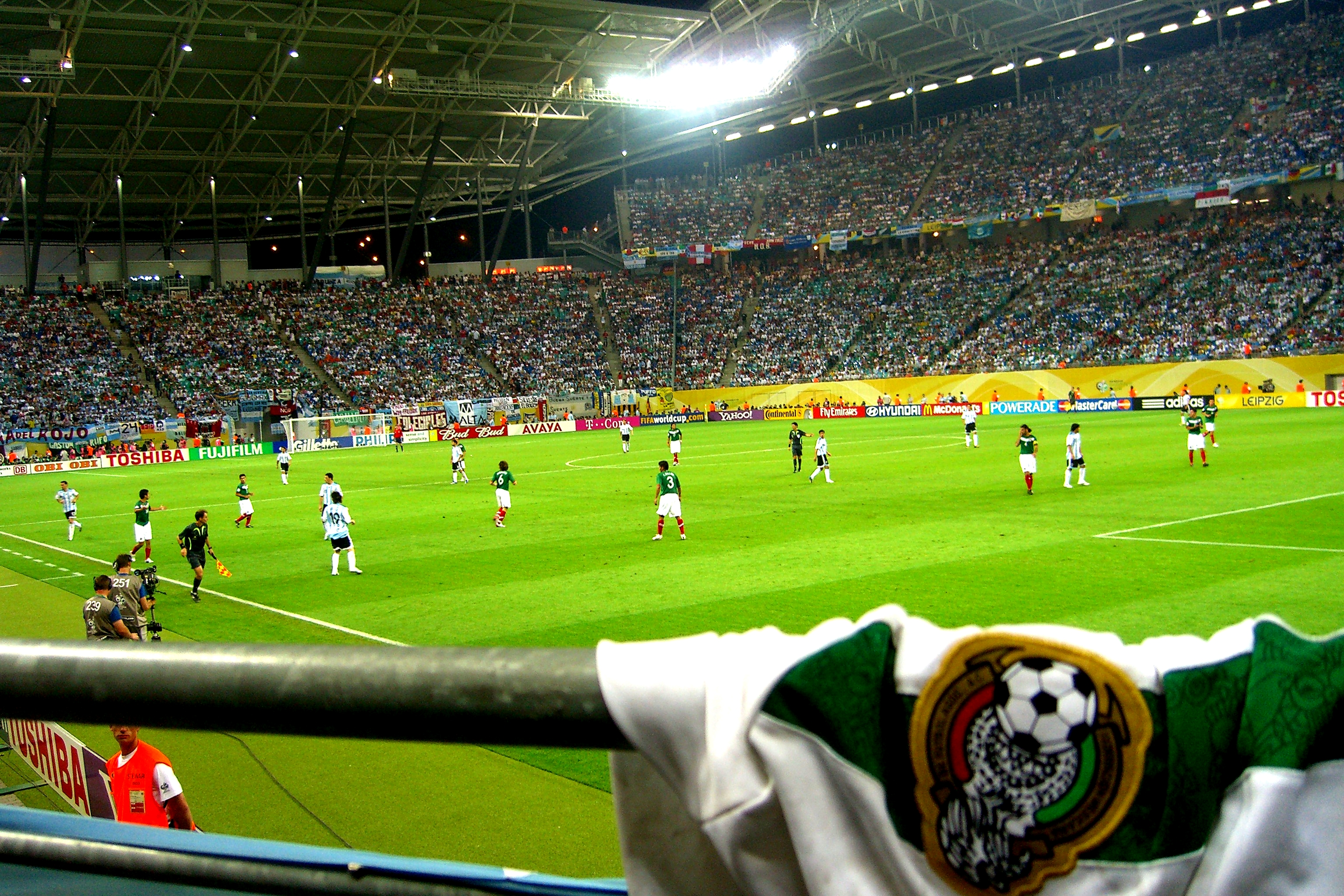
Il Messico affronta l'Argentina a Germania 2006

Proprio gli statunitensi si assicurarono la qualificazione al campionato del mondo 2006 sconfiggendo il Messico per 2-0 il 3 settembre 2005. Ciononostante i verdi riuscirono ad ottenere un posto per la Germania quattro giorni dopo, sconfiggendo Panama per 5-0 a Città del Messico.
Nella rassegna mondiale del 2006, in Germania, i messicani superarono il primo turno come secondi classificati (erano considerati teste di serie). Con una vittoria all'esordio con l'Iran 3-1, un pareggio contro l'Angola (0-0) e una sconfitta di misura contro il Portogallo (1-2), fu garantito l'accesso agli ottavi di finale, dove i Messicani trovarono l'Argentina, che prevalse per 2-1 dopo i tempi supplementari, eliminando così il Tricolor. Il 15 luglio 2006 il commissario tecnico Lavolpe si dimise e fu sostituito da Hugo Sánchez.
Il Messico partecipò come nazionale ospite alla Copa América 2007 in Venezuela. Nel torneo la squadra di Sánchez vinse il proprio girone e si qualificò ai quarti di finale, dove sconfisse il Paraguay per 6-0 prima di cadere in semifinale per mano dell'Argentina (3-0). Riuscì a guadagnare il terzo posto battendo nella "finalina" l'Uruguay per 3-1.
Nella Gold Cup 2007, svoltasi negli Stati Uniti, il Messico raggiunse la finale, dove il 24 giugno fu battuto per 2-1 in rimonta dagli statunitensi.

#### Alterne fortune nella Gold Cup (2009-2013)

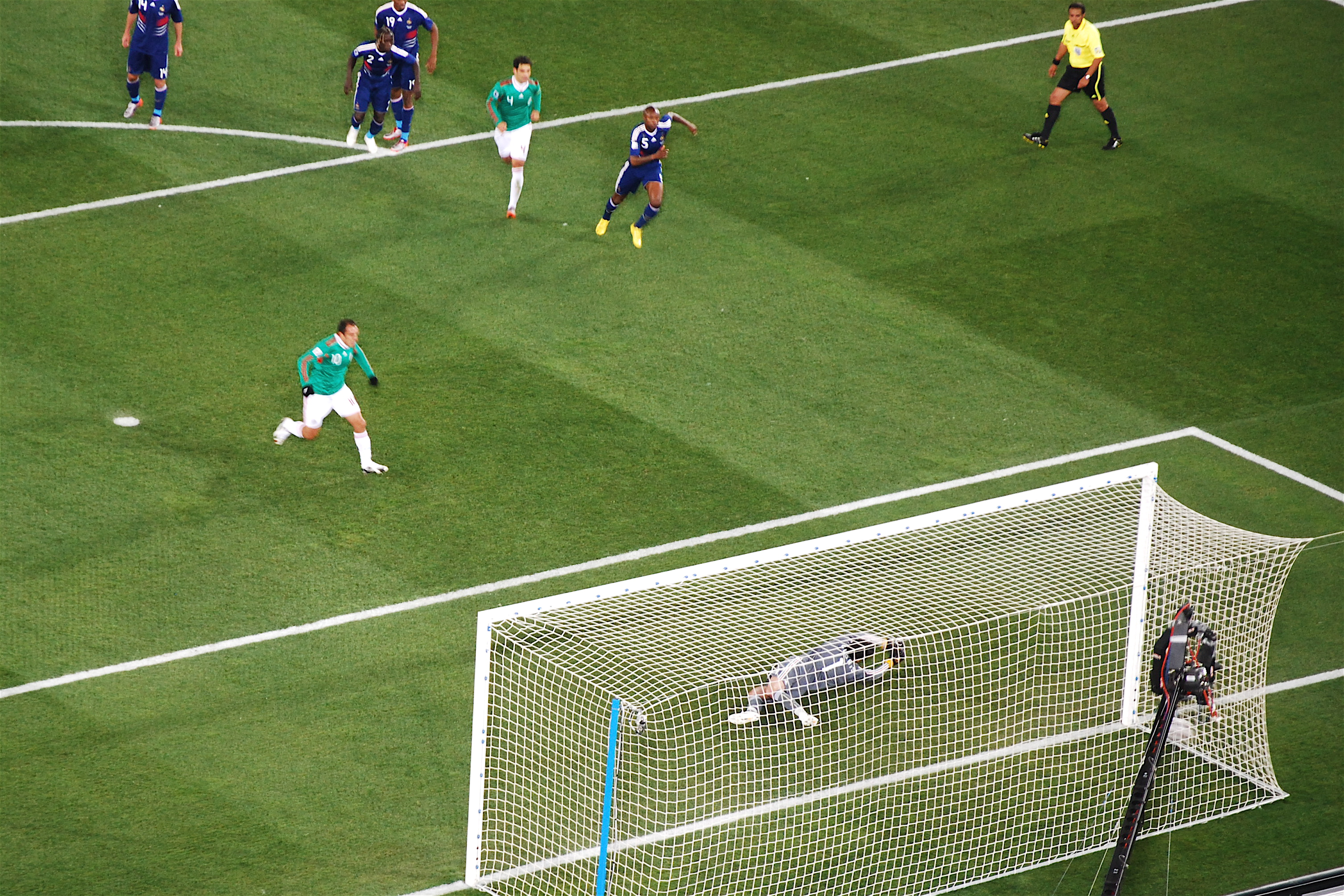
I giocatori del Messico impegnati contro la Francia durante Sudafrica 2010

Il 27 maggio 2008 il presidente della FMF annunciò la sostituzione di Sánchez con il tecnico Svedese Sven-Göran Eriksson, che cominciò la propria avventura sulla panchina messicana il 14 giugno seguente in Belize contro la nazionale locale in un incontro valido per il secondo turno delle qualificazioni al campionato del mondo del 2010. Dopo neanche un anno, però, l'allenatore fu esonerato in seguito agli scarsi risultati conseguiti nel girone finale di qualificazione al mondiale. L'allontanamento fu conseguenza della sconfitta per 3-1 subita contro l'Honduras.
Allo svedese subentrò il 3 aprile 2009 Javier Aguirre, tornato sulla panchina della nazionale dopo sette anni. Con il nuovo tecnico la squadra vinse la Gold Cup 2009, battendo nella finale del Giants Stadium di East Rutherford gli Stati Uniti con il netto risultato di 5-0. Aguirre condusse poi la squadra alla qualificazione al campionato del mondo 2010 in Sudafrica con cinque vittorie consecutive, tra cui quella decisiva contro El Salvador (4-1, 10 ottobre 2009), e un pareggio nell'ultima gara.
Inserito nel gruppo A con Francia, Uruguay e Sudafrica, il Messico esordì al mondiale sudafricano l'11 giugno nella gara inaugurale del torneo, pareggiando in rimonta (1-1) contro i Bafana Bafana padroni di casa a Johannesburg. Nella seconda partita del girone i messicani si imposero per 2-0 contro la Francia vice-campione del mondo con reti di Javier Hernández e del trentasettenne Cuauhtémoc Blanco, unico calciatore nella storia del Messico a segnare in tre fasi finali del campionato del mondo. Nonostante la sconfitta per 1-0 contro l'Uruguay, il Messico si qualificò agli ottavi come seconda classificata e qui incontrò, come quattro anni prima, l'Argentina. A caccia della rivincita, il Tricolor subì la seconda sconfitta del torneo, perdendo per 3-1 (gol messicano di Javier Hernández), risultato che estromise gli uomini di Aguirre dal campionato mondiale. Da segnalare le inutili proteste messicane indirizzate all'arbitro italiano Roberto Rosetti e al suo assistente Nicola Ayroldi per aver convalidato il gol del vantaggio argentino realizzato da Carlos Tévez in chiara posizione di fuorigioco, decisione che potrebbe aver influenzato il seguito del match. Il 30 giugno 2010 Aguirre, in una conferenza stampa, si dimise affermando di aver fallito, poiché l'obbiettivo pattuito con la federazione erano i quarti di finale.
Nell'ottobre del 2010 José de la Torre divenne il nuovo commissario tecnico del Messico, coadiuvato dal vice Luis Fernando Tena. Nel 2011 la nazionale messicana partecipa a due competizioni: la Gold Cup vinta a giugno (nuovamente a spese degli Stati Uniti, battuti in finale per 4-2) e la Coppa America a luglio. Nella Coppa America la nazionale messicana fu eliminata al primo turno, dopo tre sconfitte contro Cile, Perù e Uruguay.
Grazie al successo nella Gold Cup 2011 il Messico si qualificò alla Confederations Cup del 2013 in Brasile. Sorteggiata nel girone con i padroni di casa brasiliani, l'Italia e il Giappone, la rappresentativa messicana perse le prime due partite contro Italia (1-2) e Brasile (0-2) e vinse inutilmente l'ultima partita contro i giapponesi per 2-1, chiudendo con l'eliminazione al primo turno.
In seguito fu eliminata nelle semifinali della Gold Cup 2013.

#### Dal mondiale 2014 al successo nella Gold Cup 2015
Il Messico si qualificò al campionato del mondo del 2014 passando per i play-off, dopo aver chiuso al quarto posto l'esagonale, cioè il girone finale di qualificazione centroamericano. Nello spareggio interzona il Messico vinse contro la Nuova Zelanda per 5-1 in casa e per 4-2 al ritorno in trasferta.
L'esordio dei messicani al mondiale brasiliano coincise con una vittoria per 1-0 il Camerun grazie ad un gol di Oribe Peralta, in una partita in cui Giovani dos Santos si vide annullati due gol regolari. Nella seconda uscita il Messico tenne testa ai padroni di casa del Brasile, riuscendo a strappare un ottimo pareggio per 0-0, anche grazie alle parate decisive del portiere Guillermo Ochoa. Nell'ultimo e decisivo match batté per 3-1 la Croazia, accedendo così agli ottavi di finale come seconda nel girone, a pari merito con il Brasile (7 punti) ma con una differenza reti peggiore. L'avversario della prima gara ad eliminazione diretta furono i Paesi Bassi: il 29 giugno, a Fortaleza, gli oranje si imposero per 2-1, ma solo nei minuti finali, dopo che i messicani erano passati in vantaggio ad inizio ripresa con una rete di Dos Santos. Per il Messico fu la sesta eliminazione consecutiva agli ottavi di finale di un campionato del mondo.
Nella Gold Cup 2015 il Messico si piazzò secondo nel girone con Cuba e Guatemala e sconfisse la Costa Rica nei quarti di finale. In semifinale ebbe ragione di Panama dopo una partita rocambolesca, in cui i messicani riuscirono a pareggiare all'ottavo minuto di recupero del secondo tempo grazie ad un calcio di rigore e a vincere grazie ad un altro calcio di rigore concesso all'ultimo minuto dei tempi supplementari. In finale il Messico batté agevolmente la Giamaica per 3-1, aggiudicandosi il proprio decimo titolo continentale.
Il CT Herrera fu sollevato dall'incarico il 27 luglio 2015, dopo aver aggredito con un pugno un giornalista. Al suo posto fu ingaggiato Ricardo Ferretti come CT ad interim.
Il 10 ottobre 2015 il Messico sconfisse per 3-2 dopo i tempi supplementari gli USA al Rose Bowl di Pasadena aggiudicandosi lo spareggio per accedere alla Confederations Cup 2017, aggiudicandosi quindi un posto nel torneo.
Nel novembre 2015 sulla panchina del Messico subentrò il colombiano Juan Carlos Osorio.

#### Dalla Coppa America Centenario alla Confederations Cup 2017
Alla Coppa America Centenario, disputata nel 2016 negli Stati Uniti, il Messico si presentò con una striscia di imbattibilità di 16 partite, iniziata nel giugno 2015. Dopo aver sconfitto l'Uruguay per 3-1, batté per 2-0 la Giamaica e pareggiò per 1-1 contro il Venezuela, qualificandosi al turno successivo come prima classificata nel girone. Ai quarti di finale andò incontro ad una disfatta (7-0) contro il Cile, ponendo fine alla propria striscia di imbattibilità dopo 22 partite.
Nel giugno 2017 il Messico disputò, avendo vinto lo spareggio contro gli USA dell'ottobre 2015, la Confederations Cup in Russia. Superato il girone di prima fase come seconda classificata grazie ad un pareggio (2-2 al debutto contro il Portogallo) e due vittorie (2-1 contro la Nuova Zelanda e contro la Russia), perse la semifinale contro la Germania (4-1). Nella finale di consolazione fu battuto per 2-1 dopo i tempi supplementari dal Portogallo, concludendo così il torneo al quarto posto, come nella Confederations Cup 2005.

#### Dal mondiale 2018 al nuovo titolo continentale nel 2019

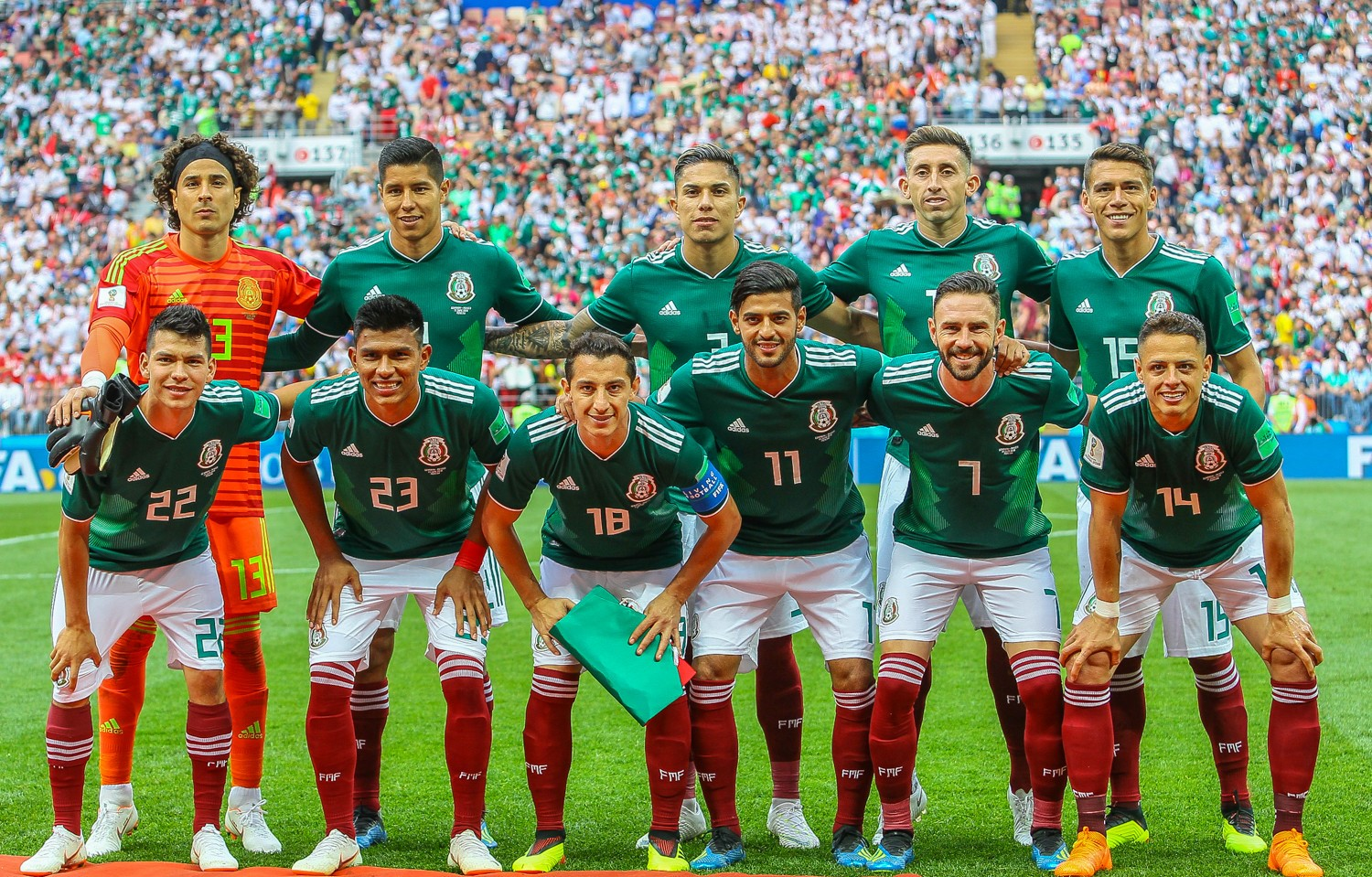
Il Messico che batté la campione del mondo in carica a.

Qualificatosi in scioltezza per il campionato del mondo 2018 (5 vittorie e un pareggio nel girone del quarto turno CONCACAF delle qualificazioni al mondiale e 6 vittorie, 3 pareggi e una sconfitta nel girone del quinto turno), il Messico fu inserito in un girone con Germania, Svezia, Corea del Sud. Nella gara d'esordio batté la Germania campione del mondo in carica per la prima volta nella propria storia in una partita dei mondiali (1-0). Dopo la vittoria per 2-1 contro la Corea del Sud, perse per 3-0 l'ultima sfida contro la Svezia, ma si qualificò comunque agli ottavi di finale come seconda classificata, beneficiando della clamorosa sconfitta dei tedeschi contro la Corea del Sud. Agli ottavi di finale il Messico fu sconfitto poi dal Brasile. Dopo un primo tempo equilibrato, terminato col risultato di 0-0, a decidere l'incontro furono le reti di Neymar e Roberto Firmino, che sancirono la settima eliminazione consecutiva dei messicani agli ottavi di finale di un mondiale.
Affidata nel gennaio 2019 all'argentino Gerardo Martino, nella Gold Cup 2019 il Messico vinse agevolmente il girone di prima fase, piegando Cuba (7-0), Canada (3-1) e Martinica (3-2), poi eliminò la Costa Rica ai quarti di finale (5-4 ai tiri di rigore dopo l'1-1 dei tempi supplementari) e Haiti in semifinale (1-0). Nella finale di Soldier Field di Chicago batté per 1-0 gli Stati Uniti padroni di casa, aggiudicandosi il titolo continentale per l'undicesima volta.

#### Gli argenti e il bronzo in CONCACAF Nations League (2019-2024)
Nella CONCACAF Nations League 2019-2020 il Messico vinse facilmente il girone con Panama e Bermuda, accedendo alla seconda fase, disputata nel giugno 2021. Eliminata la Costa Rica ai tiri di rigore ai quarti di finale, la selezione messicana affrontò in finale gli Stati Uniti, da cui fu battuta per 3-2, concludendo il torneo al secondo posto. Un mese dopo la squadra fu impegnata nella Gold Cup 2021, in cui superò la prima fase vincendo il girone con due successi e un pari in tre gare. Ai quarti di finale ebbe ragione dell'Honduras e in semifinale del Canada, accedendo alla finale contro gli Stati Uniti, da cui fu nuovamente battuta, stavolta per 1-0 dopo i tempi supplementari.
Martino fu al timone della Tricolor anche durante le eliminatorie CONCACAF del campionato del mondo 2022, nel terzo turno delle quali il Messico, con otto vittorie e quattro pareggi in quattordici incontri, ottenne la qualificazione alla rassegna qatariota chiudendo a pari punti con il Canada primo e piazzandosi secondo per una peggiore differenza reti. In Qatar la nazionale messicana pareggiò per 0-0 contro la Polonia, fu sconfitta per 0-2 dall'Argentina e vinse per 2-1 contro l'Arabia Saudita, chiudendo con l'eliminazione al primo turno causata dal terzo posto nel girone, a pari punti con i polacchi, ma con una peggiore differenza reti (-1 contro 0).
Nella CONCACAF Nations League 2022-2023 il Messico si assicurò il primato nel girone con Giamaica e Suriname, poi fu eliminato dagli Stati Uniti (3-0) in semifinale e ottenne il terzo posto sconfiggendo Panama nella finale di consolazione. Nella successiva Gold Cup 2023 la compagine messicana superò il girone da prima classificata con due vittorie e una sconfitta ed eliminò la Costa Rica ai quarti di finale e la Giamaica in semifinale, per poi trionfare nel torneo battendo in finale Panama per 1-0. La CONCACAF Nations League 2023-2024 vide il Messico superare l'Honduras ai quarti di finale e Panama in semifinale, per poi perdere per 2-0 la finale contro gli Stati Uniti.

#### Nuovi successi continentali (dal 2025)
Nell'estate del 2024 tornò sulla panchina del Messico il commissario tecnico Javier Aguirre, che guidò la squadra alla prima vittoria della CONCACAF Nations League 2024-2025, dopo aver eliminato l'Honduras ai quarti di finale e il Canada in semifinale e aver battuto per 2-1 Panama in finale. Il Messico vinse poi anche la Gold Cup 2025: ottenuto il primato nel girone con due successi e una sconfitta, estromise dal torneo l'Arabia Saudita ai quarti di finale e l'Honduras in semifinale, per poi vincere per 2-1 in rimonta la finale contro gli Stati Uniti.

## Commissari tecnici
| Allenatore                | Periodo                          | G   | V  | N  | P  | % V  |
| ------------------------- | -------------------------------- | --- | -- | -- | -- | ---- |
| Adolfo Frías Beltrán      | 1923                             | 6   | 4  | 1  | 1  | 66,6 |
| Alfonso Rojo de la Vega   | 1928                             | 2   | 0  | 2  | 0  | 0    |
| Juan Luque de Serrallonga | 1930                             | 3   | 0  | 3  | 0  | 0    |
| Rafael Garza Gutiérrez    | 1934, 1937-1938, 1949            | 16  | 14 | 1  | 1  | 87,5 |
| Alfred C. Crowle          | 1935                             | 5   | 5  | 0  | 0  | 100  |
| György Orth               | 1947                             | 2   | 2  | 0  | 0  | 100  |
| Abel Ramírez Herrera      | 1948                             | 1   | 0  | 0  | 1  | 0    |
| Octavio Vial              | 1950                             | 5   | 0  | 4  | 1  | 0    |
| Antonio López Herranz     | 1950, 1952, 1953-1954, 1956-1958 | 22  | 9  | 10 | 3  | 40,9 |
| Horacio Casarín           | 1953                             | 1   | 1  | 0  | 0  | 100  |
| Ignacio Trelles           | 1958, 1960-1969, 1975-1976       | 106 | 50 | 27 | 29 | 47,1 |
| Fernando Marcos           | 1959                             | 3   | 3  | 0  | 0  | 100  |
| Árpád Fekete              | 1963                             | 3   | 1  | 1  | 1  | 33,3 |
| Raúl Cardenas             | 1968, 1969, 1970, 1979-1981      | 59  | 25 | 20 | 14 | 42,3 |
| Diego Mercado             | 1969                             | 5   | 1  | 2  | 2  | 20   |
| Javier de la Torre        | 1970-1973                        | 38  | 20 | 7  | 11 | 52,6 |
| Ignacio Juáregui          | 1974                             | 3   | 2  | 1  | 0  | 66,6 |
| José Antonio Roca         | 1977-1978                        | 20  | 11 | 3  | 6  | 55   |
| José Moncebáez            | 1979                             | 3   | 1  | 1  | 1  | 33,3 |
| Gustavo Peña              | 1979                             | 1   | 1  | 0  | 0  | 100  |
| Bora Milutinović          | 1983-1986, 1995-1997             | 104 | 52 | 32 | 20 | 50   |
| Mario Velarde             | 1987-1989                        | 15  | 13 | 0  | 2  | 86,6 |
| Alberto Guerra            | 1989                             | 3   | 3  | 0  | 0  | 100  |
| Manuel Lapuente           | 1990-1991, 1997-2000             | 67  | 33 | 18 | 16 | 49,2 |
| Luis Fernando Tena        | 1991, 2011, 2013                 | 5   | 1  | 0  | 4  | 14,2 |
| César Luis Menotti        | 1991-1992                        | 19  | 7  | 7  | 5  | 36,8 |
| Cayetano Rodríguez        | 1992                             | 1   | 1  | 0  | 0  | 100  |
| Miguel Mejía Barón        | 1993-1995 2017                   | 54  | 25 | 17 | 12 | 46,2 |
| Ricardo Ferretti          | 1993, 2015, 2018                 | 5   | 3  | 2  | 0  | 60   |
| Mario Carrillo            | 1999                             | 1   | 0  | 0  | 1  | 0    |
| Gustavo Vargas            | 1999                             | 2   | 1  | 1  | 0  | 50   |
| Enrique Meza              | 2000-2001, 2010                  | 20  | 5  | 4  | 11 | 25   |
| Hugo Sánchez              | 2000, 2006-2008                  | 28  | 15 | 4  | 9  | 53,6 |
| Javier Aguirre            | 2001-2002                        | 27  | 17 | 4  | 6  | 63,0 |
| Ricardo La Volpe          | 2002-2006                        | 71  | 38 | 16 | 17 | 53,5 |
| Jesús Ramírez             | 2008                             | 5   | 4  | 0  | 1  | 80   |
| Sven-Göran Eriksson       | 2008-2009                        | 13  | 6  | 1  | 6  | 46,2 |
| Javier Aguirre            | 2009-2010                        | 32  | 19 | 7  | 6  | 59,4 |
| Efraín Flores             | 2010                             | 3   | 1  | 1  | 1  | 33,3 |
| José Manuel de la Torre   | 2011-2013                        | 47  | 27 | 12 | 8  | 57,4 |
| Víctor Manuel Vucetich    | 2013                             | 2   | 1  | 0  | 1  | 50   |
| Miguel Herrera            | 2013-2015                        | 37  | 19 | 11 | 7  | 51,4 |
| Juan Carlos Osorio        | 2015-2018                        | 52  | 33 | 9  | 10 | 63,5 |
| Gerardo Martino           | 2019-2022                        | 66  | 42 | 12 | 12 | 63,6 |
| Diego Cocca               | 2023                             | 7   | 3  | 3  | 1  | 42,9 |
| Jaime Lozano              | 2023-2024                        | 21  | 10 | 4  | 7  | 47,6 |
| Javier Aguirre            | 2024-in carica                   | 11  | 8  | 1  | 2  | 72,7 |

Dati aggiornati al 19 giugno 2025.

## Partecipazioni ai tornei internazionali
Legenda: Grassetto: Risultato migliore, Corsivo: Mancate partecipazioni

Campione CONCACAF Championship (3):
- 1965
- 1971
- 1977
- Finalista 1967

Campionato NAFC (3):
- 1947
- 1949
- 1991
- Finalista 1990

## Palmarès
- Campionato CONCACAF -  Gold Cup: 13  (record)

1965, 1971, 1977, 1993, 1996, 1998, 2003, 2009, 2011, 2015, 2019, 2023, 2025
- Confederations Cup: 1  (record nord e centroamericano)

Messico 1999
- CONCACAF Nations League: 1

2024-2025

## Statistiche dettagliate sui tornei internazionali

### Coppa del Mondo FIFA
| Anno | Luogo                          | Piazzamento      | V | N | P | Gol  |
| ---- | ------------------------------ | ---------------- | - | - | - | ---- |
| 1930 | Uruguay                        | Primo turno      | 0 | 0 | 3 | 4:13 |
| 1934 | Italia                         | Non qualificato  | - | - | - | -    |
| 1938 | Francia                        | Non iscritto     | - | - | - | -    |
| 1950 | Brasile                        | Primo turno      | 0 | 0 | 3 | 2:10 |
| 1954 | Svizzera                       | Primo turno      | 0 | 0 | 2 | 2:8  |
| 1958 | Svezia                         | Primo turno      | 0 | 1 | 2 | 1:8  |
| 1962 | Cile                           | Primo turno      | 1 | 0 | 2 | 3:4  |
| 1966 | Inghilterra                    | Primo turno      | 0 | 2 | 1 | 1:3  |
| 1970 | Messico                        | Quarti di finale | 2 | 1 | 1 | 6:4  |
| 1974 | Germania Ovest                 | Non qualificato  | - | - | - | -    |
| 1978 | Argentina                      | Primo turno      | 0 | 0 | 3 | 2:12 |
| 1982 | Spagna                         | Non qualificato  | - | - | - | -    |
| 1986 | Messico                        | Quarti di finale | 3 | 2 | 0 | 6:2  |
| 1990 | Italia                         | Non ammesso      | - | - | - | -    |
| 1994 | Stati Uniti                    | Ottavi di finale | 1 | 2 | 1 | 4:4  |
| 1998 | Francia                        | Ottavi di finale | 1 | 2 | 1 | 8:7  |
| 2002 | Giappone / Corea del Sud       | Ottavi di finale | 2 | 1 | 1 | 4:4  |
| 2006 | Germania                       | Ottavi di finale | 1 | 1 | 2 | 5:4  |
| 2010 | Sudafrica                      | Ottavi di finale | 1 | 1 | 2 | 4:5  |
| 2014 | Brasile                        | Ottavi di finale | 2 | 1 | 1 | 5:3  |
| 2018 | Russia                         | Ottavi di finale | 2 | 0 | 2 | 3:6  |
| 2022 | Qatar                          | Primo turno      | 1 | 1 | 1 | 2:3  |
| 2026 | Canada / Stati Uniti / Messico | Paese ospitante  |   |   |   |      |

### FIFA Confederations Cup
| Anno | Luogo                    | Piazzamento     | V | N | P | Gol  |
| ---- | ------------------------ | --------------- | - | - | - | ---- |
| 1992 | Arabia Saudita           | Non qualificato | - | - | - | -    |
| 1995 | Arabia Saudita           | Terzo posto     | 1 | 2 | 0 | 4:2  |
| 1997 | Arabia Saudita           | Primo turno     | 1 | 0 | 2 | 8:6  |
| 1999 | Messico                  | Campione        | 4 | 1 | 0 | 13:6 |
| 2001 | Corea del Sud / Giappone | Primo turno     | 0 | 0 | 3 | 1:8  |
| 2003 | Francia                  | Non qualificato | - | - | - | -    |
| 2005 | Germania                 | Quarto posto    | 2 | 2 | 0 | 4:2  |
| 2009 | Sudafrica                | Non qualificato | - | - | - | -    |
| 2013 | Brasile                  | Primo turno     | 1 | 0 | 2 | 3:5  |
| 2017 | Russia                   | Quarto posto    | 2 | 1 | 2 | 8:10 |

### Giochi olimpici
| Anno | Luogo     | Piazzamento      | V | N | P | Gol |
| ---- | --------- | ---------------- | - | - | - | --- |
| 1912 | Stoccolma | Non partecipante | - | - | - | -   |
| 1920 | Anversa   | Non partecipante | - | - | - | -   |
| 1924 | Parigi    | Non partecipante | - | - | - | -   |
| 1928 | Amsterdam | Ottavi di finale | 0 | 0 | 1 | 1:7 |
| 1936 | Berlino   | Non partecipante | - | - | - | -   |
| 1948 | Londra    | Ottavi di finale | 0 | 0 | 1 | 3:5 |

NOTA: per le informazioni sui risultati ai Giochi Olimpici nelle edizioni successive al 1948 visionare la pagina della Nazionale olimpica.

## Rosa attuale
Lista dei giocatori convocati per la CONCACAF Gold Cup 2025.
Presenze e reti aggiornate al 6 luglio 2025, al termine della finale vinta contro gli Stati Uniti.
|  | P | Guillermo Ochoa          | 13 luglio 1985   | 152 | -152 | AVS             |  |  |
|  | P | Luis Malagón             | 2 marzo 1997     | 16  | -8   | América         |  |  |
|  | P | Raúl Rangel              | 25 febbraio 2000 | 3   | -4   | Guadalajara     |  |  |
|  |   |                          |                  |     |      |                 |  |  |
|  | D | Jesús Gallardo           | 15 agosto 1994   | 109 | 2    | Toluca          |  |  |
|  | D | César Montes             | 24 febbraio 1997 | 60  | 4    | Lokomotiv Mosca |  |  |
|  | D | Jorge Sánchez            | 10 dicembre 1997 | 51  | 2    | Cruz Azul       |  |  |
|  | D | Johan Vásquez            | 22 ottobre 1998  | 36  | 1    | Genoa           |  |  |
|  | D | Israel Reyes             | 13 maggio 2000   | 24  | 2    | América         |  |  |
|  | D | Julián Araujo            | 13 agosto 2001   | 16  | 0    | Bournemouth     |  |  |
|  | D | Jesús Orozco             | 19 febbraio 2002 | 8   | 0    | Guadalajara     |  |  |
|  | D | Mateo Chávez             | 11 maggio 2004   | 4   | 0    | AZ Alkmaar      |  |  |
|  |   |                          |                  |     |      |                 |  |  |
|  | C | Edson Álvarez            | 24 ottobre 1997  | 93  | 7    | West Ham Utd    |  |  |
|  | C | Orbelín Pineda           | 24 marzo 1996    | 85  | 12   | AEK Atene       |  |  |
|  | C | Carlos Alberto Rodríguez | 3 gennaio 1997   | 61  | 0    | Cruz Azul       |  |  |
|  | C | Roberto Alvarado         | 7 settembre 1998 | 59  | 5    | Guadalajara     |  |  |
|  | C | Luis Chávez              | 15 gennaio 1996  | 43  | 4    | Dinamo Mosca    |  |  |
|  | C | Erik Lira                | 8 maggio 2000    | 11  | 0    | Cruz Azul       |  |  |
|  | C | Marcel Ruiz              | 26 ottobre 2000  | 8   | 0    | Toluca          |  |  |
|  | C | Efraín Álvarez           | 19 giugno 2002   | 6   | 1    | Guadalajara     |  |  |
|  | C | Gilberto Mora            | 14 ottobre 2008  | 3   | 0    | Club Tijuana    |  |  |
|  |   |                          |                  |     |      |                 |  |  |
|  | A | Raúl Jiménez             | 5 maggio 1991    | 119 | 42   | Fulham          |  |  |
|  | A | Alexis Vega              | 25 novembre 1997 | 45  | 7    | Toluca          |  |  |
|  | A | Santiago Giménez         | 18 aprile 2001   | 42  | 5    | Milan           |  |  |
|  | A | César Huerta             | 3 dicembre 2000  | 24  | 3    | Pumas UNAM      |  |  |
|  | A | Julián Quiñones          | 24 marzo 1997    | 16  | 2    | Al-Qadisiya     |  |  |
|  | A | Ángel Sepúlveda          | 15 febbraio 1991 | 12  | 3    | Cruz Azul       |  |  |

## Record individuali

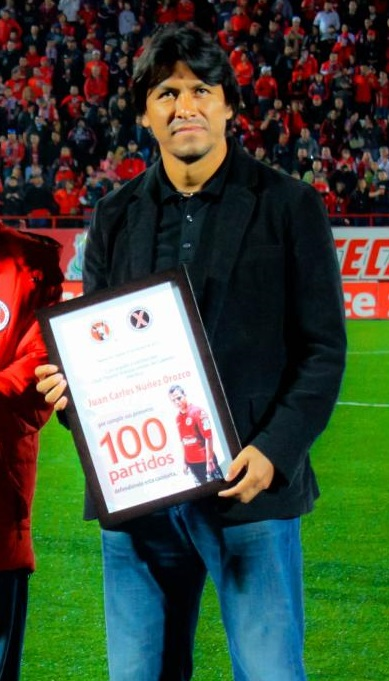
Claudio Suárez, secondo per numero di presenze con la nazionale messicana (177 in 14 anni)

Statistiche aggiornate al 6 luglio 2025.
- I giocatori in grassetto sono ancora in attività in nazionale.

| Pos. | Giocatore       | Presenze | Reti | Periodo   |
| ---- | --------------- | -------- | ---- | --------- |
| 1    | Andrés Guardado | 182      | 28   | 2005-2024 |
| 2    | Claudio Suárez  | 177      | 6    | 1992-2006 |
| 3    | Guillermo Ochoa | 152      | 0    | 2005-     |
| 4    | Rafael Márquez  | 147      | 19   | 1997-2018 |
| 5    | Pável Pardo     | 146      | 11   | 1996-2009 |
| 5    | Gerardo Torrado | 146      | 6    | 1999-2013 |
| 7    | Héctor Moreno   | 132      | 5    | 2007-2023 |
| 8    | Jorge Campos    | 130      | 0    | 1991-2004 |
| 9    | Carlos Salcido  | 124      | 10   | 2004-2014 |
| 10   | Ramón Ramírez   | 121      | 15   | 1991-2000 |

| Pos. | Giocatore          | Reti | Presenze | Periodo   |
| ---- | ------------------ | ---- | -------- | --------- |
| 1    | Javier Hernández   | 52   | 109      | 2009-2019 |
| 2    | Jared Borgetti     | 46   | 89       | 1997-2008 |
| 3    | Raúl Jiménez       | 42   | 119      | 2013-     |
| 4    | Cuauhtémoc Blanco  | 39   | 120      | 1995-2014 |
| 5    | Luis Hernández     | 35   | 85       | 1995-2002 |
| 5    | Carlos Hermosillo  | 35   | 90       | 1984-1997 |
| 7    | Enrique Borja      | 31   | 65       | 1966-1975 |
| 8    | Luis Roberto Alves | 30   | 84       | 1988-2001 |
| 9    | Hugo Sánchez       | 29   | 58       | 1977-1998 |
| 9    | Luis Flores        | 29   | 62       | 1983-1993 |
| 9    | Luis Garcia        | 29   | 78       | 1991-1999 |

## Tutte le rose

### Mondiali
Coppa del Mondo FIFA 1930P Bonfiglio, P Sota, D F. Garza Gutiérrez, D R. Garza Gutiérrez, D M. Rosas, C Amézcua, C Rodríguez, C F. Rosas, C Sánchez, A Carreño, A Castro, A Gayón, A López, A Mejía, A Olivares, A Pérez, A Ruiz, CT: Luque de Serrallonga
Coppa del Mondo FIFA 1950P Carbajal, D Córdoba, D Gómez, D Gutiérrez, D Montemayor, D Roca, D Ruiz, D Zetter, C Cuburu, C Flóres, C Guevara, C Hernández, C Ochoa, C Ortiz, C Pérez, A Borbolla, A Casarín, A Naranjo, A Navarro, A Prieto, A Septién, A Velázquez, CT: Vial
Coppa del Mondo FIFA 19541 Carbajal, 2 López, 3 Romo, 4 Martínez, 5 Cárdenas, 6 Ávalos, 7 Torres, 8 Naranjo, 9 Lamadrid, 10 Balcázar, 11 Arellano, 12 Mota, 13 Bravo, 14 Gómez, 15 Blanco, 16 Nájera, 17 Septién, 18 Carus, 19 Jinich, 20 Roca, 21 Ochoa, 22 Cortés, CT: López Herranz
Coppa del Mondo FIFA 19581 Carbajal, 2 del Muro, 3 Romo, 4 Villegas, 5 Portugal, 6 Flores, 7 Hernández, 8 Reyes, 9 Calderón de la Barca, 10 C. Gutiérrez, 11 Sesma, 12 Camacho, 13 Gómez, 14 M. Gutiérrez, 15 Sepúlveda, 16 Roca, 17 Cárdenas, 18 Salazar, 19 Belmonte, 20 Blanco, 21 López, 22 González, CT: López Herranz
Coppa del Mondo FIFA 19621 Carbajal, 2 del Muro, 3 Sepúlveda, 4 Villegas, 5 Cárdenas, 6 Nájera, 7 del Aguila, 8 Reyes, 9 H. Hernández, 10 Ortíz, 11 Díaz, 12 Gómez, 13 Chaires, 14 Romero, 15 Jáuregui, 16 Farfán, 17 Ruvalcaba, 18 A. Hernández, 19 Jasso, 20 Velarde, 21 Baeza, 22 Mota, CT: Trelles
Coppa del Mondo FIFA 19661 Carbajal, 2 Chaires, 3 Peña, 4 del Muro, 5 Jáuregui, 6 Díaz, 7 Ruvalcaba, 8 Padilla, 9 Cisneros, 10 Fragoso, 11 Jara, 12 Calderón, 13 González, 14 Núñez, 15 Hernández, 16 Regueiro, 17 Mercado, 18 Muñoz, 19 Reyes, 20 Borja, 21 Navarro, 22 Vargas, CT: Trelles
Coppa del Mondo FIFA 19701 Calderón, 2 Alejándrez, 3 Peña, 4 Montes, 5 Pérez, 6 Hernández, 7 Rivas, 8 Munguía, 9 Borja, 10 Salgado, 11 Padilla, 12 Mota, 13 Vantolrá, 14 Guzmán, 15 Pulido, 16 Díaz, 17 González, 18 Velarde, 19 Valdivia, 20 Basaguren, 21 Fragoso, 22 Castrejón, CT: Cárdenas
Coppa del Mondo FIFA 19781 Reyes, 2 Nájera, 3 Tena, 4 Ramos, 5 Vázquez Ayala, 6 Mendizábal, 7 de la Torre, 8 López Zarza, 9 Rangel, 10 Ortega, 11 Sánchez, 12 Martínez, 13 Cisneros, 14 Gómez, 15 Flores, 16 Cárdenas, 17 Cuéllar, 18 Lugo, 19 Rodríguez, 20 Medina, 21 Isiordia, 22 Soto, CT: Roca
Coppa del Mondo FIFA 19861 Larios, 2 Trejo, 3 Quirarte, 4 Manzo, 5 F.J. Cruz, 6 de los Cobos, 7 España, 8 Domínguez, 9 Sánchez, 10 Boy, 11 Hermosillo, 12 Rodríguez, 13 Aguirre, 14 F. Cruz, 15 Flores, 16 Muñoz, 17 Servín, 18 Amador, 19 Hernández, 20 Heredia, 21 Ortega, 22 Negrete, CT: Milutinović
Coppa del Mondo FIFA 19941 Campos, 2 Suárez, 3 Ramírez Perales, 4 Ambríz, 5 Ramírez, 6 Bernal, 7 Hermosillo, 8 García Aspe, 9 Sánchez, 10 García, 11 Alves, 12 Fernández, 13 J.C. Chávez, 14 del Olmo, 15 Espinoza, 16 Valdez, 17 Galindo, 18 Salgado, 19 Salvador, 20 Rodríguez, 21 Gutiérrez, 22 A. Chávez, CT: Mejía Barón
Coppa del Mondo FIFA 19981 Campos, 2 Suárez, 3 J. Sánchez, 4 Villa, 5 Davino, 6 Bernal, 7 Ramírez, 8 García Aspe, 9 Peláez, 10 García, 11 Blanco, 12 O. Sánchez, 13 Pardo, 14 Lara, 15 Hernández, 16 Terrazas, 17 Palencia, 18 Carmona, 19 Luna, 20 Ordiales, 21 Arellano, 22 Pérez, CT: Lapuente
Coppa del Mondo FIFA 20021 Pérez, 2 de Anda, 3 García, 4 Márquez, 5 Vidrio, 6 Torrado, 7 Morales, 8 García Aspe, 9 Borgetti, 10 Blanco, 11 Luna, 12 Sánchez, 13 Mercado, 14 Villa, 15 Hernández, 16 Carmona, 17 Palencia, 18 J Rodríguez, 19 Caballero, 20 Brown, 21 Arellano, 22 A. Rodríguez, 23 Campos, CT: Aguirre
Coppa del Mondo FIFA 20061 Sánchez, 2 Suárez, 3 Salcido, 4 Márquez, 5 Osorio, 6 Torrado, 7 Sinha, 8 Pardo, 9 Borgetti, 10 Franco, 11 Morales, 12 Corona, 13 Ochoa, 14 Pineda, 15 Castro, 16 Méndez, 17 Fonseca, 18 Guardado, 19 Bravo, 20 García, 21 Arellano, 22 Rodríguez, 23 Pérez, CT: La Volpe
Coppa del Mondo FIFA 20101 Pérez, 2 Rodríguez, 3 Salcido, 4 Márquez, 5 Osorio, 6 Torrado, 7 Barrera, 8 Castro, 9 Franco, 10 Blanco, 11 Vela, 12 Aguilar, 13 Ochoa, 14 Hernández, 15 Moreno, 16 Juárez, 17 dos Santos, 18 Guardado, 19 Magallón, 20 Torres Nilo, 21 Bautista, 22 Medina, 23 Michel, CT: Aguirre
Coppa del Mondo FIFA 20141 Corona, 2 Rodríguez, 3 Salcido, 4 Márquez, 5 Reyes, 6 H. Herrera, 7 Layún, 8 Fabián, 9 Jiménez, 10 dos Santos, 11 Pulido, 12 Talavera, 13 Ochoa, 14 Hernández, 15 Moreno, 16 Ponce, 17 Brizuela, 18 Guardado, 19 Peralta, 20 Aquino, 21 Peña, 22 Aguilar, 23 Vázquez, CT: M. Herrera
Coppa del Mondo FIFA 20181 J. J. Corona, 2 Ayala, 3 Salcedo, 4 Márquez, 5 Gutiérrez, 6 J. dos Santos, 7 Layún, 8 Fabián, 9 Jiménez, 10 G. dos Santos, 11 Vela, 12 Talavera, 13 Ochoa, 14 Hernández, 15 Moreno, 16 Herrera, 17 J. M. Corona, 18 Guardado, 19 Peralta, 20 Aquino, 21 Álvarez, 22 Lozano, 23 Gallardo, CT: Osorio
Coppa del Mondo FIFA 20221 Talavera, 2 Araujo, 3 Montes, 4 E. Álvarez, 5 Vásquez, 6 Arteaga, 7 Romo, 8 Rodríguez, 9 Jiménez, 10 Vega, 11 Funes Mori, 12 Cota, 13 Ochoa, 14 Gutiérrez, 15 Moreno, 16 Herrera, 17 Pineda, 18 Guardado, 19 Sánchez, 20 Martín, 21 Antuna, 22 Lozano, 23 Gallardo, 24 Chávez, 25 Alvarado, 26 K. Álvarez, CT: Martino

### Gold Cup
CONCACAF Gold Cup 19911 Larios, 2 Hernández, 3 Herrera, 4 R. Esparza, 5 H. Esparza, 6 C. Muñoz, 8 de la Torre, 10 Galindo, 11 Farfán, 12 Chávez, 13 Moreno, 14 Cruz, 15 Espinoza, 16 Dávalos, 17 Zague, 18 G. Muñoz, 19 García, 27 Hermosillo, CT: Lapuente
CONCACAF Gold Cup 19931 Campos, 2 Suárez, 3 Ramírez Perales, 4 Ambríz, 5 Ramírez, 6 Hernández, 7 Nava, 8 Coyote, 9 Salvador, 10 Mora, 11 Zague, 12 García, 15 Turrubiates, 17 Noriega, 18 Cantú, 19 del Olmo, 20 Rodríguez, CT: Mejía Barón
CONCACAF Gold Cup 19961 O. Sánchez, 2 Suárez, 3 F. Sánchez, 4 Villa, 5 Davino, 6 Lara, 7 Ramírez, 8 García Aspe, 9 Peláez, 10 L. García, 11 Hernández, 12 Briones, 13 Carmona, 14 del Olmo, 15 Blanco, 16 Astivia, 18 A. García, 19 Campos, 20 Rizo, 21 Gutiérrez, CT: Milutinović
CONCACAF Gold Cup 19981 Pérez, 2 Suárez, 3 de Anda, 4 Villa, 5 Davino, 6 Lara, 7 Ramírez, 8 Luna, 9 Alfaro, 10 Lozano, 11 Blanco, 12 Martínez, 13 Pardo, 14 Medina, 15 Hernández, 16 López, 17 Palencia, 18 Carmona, 19 Mercado, 20 Mora, CT: Lapuente
CONCACAF Gold Cup 20001 Pérez, 2 Suárez, 3 Almaguer, 4 Márquez, 5 Torrado, 6 Hierro, 7 Ramírez, 8 Sánchez, 9 Abundis, 10 Mora, 11 Ortiz, 12 Martínez, 13 Cabrera, 14 Higareda, 15 Hernández, 16 Arellano, 17 Palencia, 18 Carmona, 19 Mendoza, CT: Lapuente
CONCACAF Gold Cup 20021 Martínez, 2 Arias, 3 Balderas, 4 Hierro, 5 de Anda, 6 Sosa, 7 Gutiérrez, 8 Campos, 9 Ochoa, 10 Garcés, 11 de Nigris, 12 Ortiz, 13 Sancho, 14 García, 15 Noriega, 16 Reyes, 17 Espinosa, 18 Bautista, CT: Aguirre
CONCACAF Gold Cup 20031 Sánchez, 2 Salazar, 3 Briceño, 4 Márquez, 5 Osorio, 6 Valdez, 7 Bravo, 8 Pardo, 9 Borgetti, 10 Zepeda, 11 Osorno, 12 Ó. Pérez, 14 L. Pérez, 15 Rodríguez, 16 Méndez, 18 Carmona, 20 García, 21 Arellano, CT: La Volpe
CONCACAF Gold Cup 20051 Muñoz, 2 Rodríguez, 3 Salcido, 4 Osorio, 5 López, 7 Sinha, 8 R. García, 9 Borgetti, 10 Bravo, 11 Osorno, 12 Corona, 14 Pineda, 15 Morales, 16 Méndez, 17 Márquez Lugo, 18 Padilla, 19 Medina, 20 J. García, 21 Galindo, 22 Altamirano, 23 Pérez, CT: La Volpe
CONCACAF Gold Cup 20071 O. Sánchez, 2 Magallón, 3 Salcido, 4 Márquez, 5 Osorio, 6 Torrado, 7 Medina, 8 Pardo, 9 Borgetti, 10 Blanco, 11 Morales, 12 Corona, 13 Ochoa, 14 Pinto, 15 Castro, 16 Lozano, 17 Fonseca, 18 Guardado, 19 Bravo, 20 Arce, 21 Castillo, 22 Rodríguez, 23 Bautista, CT: H. Sánchez
CONCACAF Gold Cup 20091 Ochoa, 2 Magallón, 3 Rodríguez, 4 Dueñas, 5 Pinto, 6 Torrado, 7 Medina, 8 I. Castro, 9 Bravo, 10 Franco, 11 Vela, 12 Corona, 13 Barrera, 14 Sabah, 15 J. A. Castro, 16 Esquivel, 17 dos Santos, 18 Cárdenas, 19 Noriega, 20 Martínez, 21 Valenzuela, 22 Juárez, 23 Pérez, CT: Aguirre
CONCACAF Gold Cup 20111 Ochoa (Michel), 2 Rodríguez (Reynoso), 3 Salcido, 4 Márquez, 5 Osorio, 6 Torrado, 7 Barrera, 8 Castro, 9 de Nigris, 10 dos Santos, 11 Reyna, 12 Talavera, 13 Zavala, 14 J. Hernández, 15 Moreno, 16 Juárez, 17 Sinha (Aguilar), 18 Guardado, 19 Dueñas (Fabián), 20 Torres Nilo, 21 Bermúdez (Mier), 22 E. Hernández, 23 Orozco, CT: de la Torre
CONCACAF Gold Cup 20131 Jo. Orozco, 2 I. Jiménez, 3 López, 4 Huiqui, 5 Chávez, 6 Peña, 7 Cortés, 8 Montes, 9 R. Jiménez, 10 Fabián, 11 Márquez Lugo, 12 Talavera, 13 Aldrete, 14 Enríquez, 15 Velarde, 16 Ponce, 17 Brizuela, 18 Valenzuela, 19 Layún, 20 Pereira, 21 Ja. Orozco, 22 Castro, 23 Muñoz, 24 Cárdenas, CT: de la Torre
CONCACAF Gold Cup 20151 Muñoz, 2 Rodríguez, 3 Y. Corona, 4 M.Á. Herrera, 5 Reyes, 6 H. Herrera, 7 Layún, 8 J. dos Santos, 9 J. Corona, 10 G. dos Santos, 11 Vela, 12 Jo. Orozco, 13 Ochoa, 14 Ja. Orozco, 15 Alanís, 16 Ríos, 17 Torres Nilo, 18 Guardado, 19 Peralta, 20 Dueñas, 21 Esquivel, 22 Aguilar, 23 Vázquez, CT: M. Herrera
CONCACAF Gold Cup 20171 Corona, 2 Rodríguez, 3 Pereira, 4 Ayala, 5 Molina, 6 Álvarez, 7 Pineda, 8 Gutiérrez, 9 Torres, 10 Barragán, 11 E. Hernández, 12 Fraga, 13 Montes, 14 Marín, 15 Pizarro, 16 J. Hernández, 17 López, 18 Gallardo, 19 Sepúlveda, 20 Dueñas, 21 Reyes, 22 Mayorga, 23 Muñoz, CT: Páez
CONCACAF Gold Cup 20191 Orozco, 2 Araujo, 3 Salcedo, 4 Álvarez, 5 Reyes, 6 dos Santos, 7 Pineda, 8 C. Rodríguez, 9 Jiménez, 10 L. Montes, 11 Alvarado, 12 González, 13 Ochoa, 14 Vega, 15 Moreno, 16 Gutiérrez, 17 C. Montes, 18 Guardado, 19 Navarro, 20 Pizarro, 21 L. Rodríguez, 22 Antuna, 23 Gallardo, CT: Martino
CONCACAF Gold Cup 20211 Talavera, 2 Araujo, 3 Salcedo, 4 Ed. Álvarez, 5 O. Rodríguez, 6 dos Santos, 7 Sánchez, 8 K. Álvarez, 9 Pulido, 10 Pineda, 11 Funes Mori, 12 Cota, 13 Cervantes, 14 Gutiérrez, 15 Moreno, 16 Herrera, 17 Corona, 18 Ef. Álvarez, 19 Sepúlveda, 20 Orozco, 21 L. Rodríguez, 22 Lozano, 23 Gallardo, CT: Martino
CONCACAF Gold Cup 20231 Romero, 2 Araujo, 3 Montes, 4 Ed. Álvarez, 5 Vásquez, 6 Arteaga, 7 Romo, 8 Rodríguez, 9 Herrera, 10 Alvarado, 11 Giménez, 12 Malagón, 13 Ochoa, 14 E. Sánchez, 15 Antuna, 16 Lainez, 17 Pineda, 18 Chávez, 19 J. Sánchez, 20 Martín, 21 Reyes, 22 Guzmán, 23 Gallardo, CT: Lozano
CONCACAF Gold Cup 20251 Malagón, 2 J. Sánchez, 3 Montes, 4 Ed. Álvarez, 5 Vásquez, 6 Lira, 7 Mora, 8 Rodríguez, 9 Jiménez, 10 Vega, 11 Giménez, 12 Rangel, 13 Ochoa, 14 Ruiz, 15 Reyes, 16 Quiñones, 17 Pineda, 18 Sepúlveda, 19 Orozco, 20 Ef. Álvarez, 21 Huerta, 22 Araujo, 23 Gallardo, 24 L. Chávez, 25 Alvarado, 26 M. Chávez, CT: Aguirre

### Copa América
Copa América 19931 Campos, 2 Suárez, 3 Ramírez Perales, 4 Ambríz, 5 Ramírez, 6 Herrera, 7 Patiño, 8 García Aspe, 9 Sánchez, 10 L. García, 11 Zague, 12 A. García, 13 España, 14 Turrubiates, 15 Flores, 16 Hernández, 17 Galindo, 18 Muñoz, 19 Guzmán, 20 Nava, 21 Gutiérrez, 22 Navarro, CT: Mejía Barón
Copa América 19951 Pérez, 2 Suárez, 3 Ramírez Perales, 4 Ambríz, 5 Ramírez, 6 Bernal, 7 Hermosillo, 8 García Aspe, 9 Campos, 10 García, 11 Zague, 12 Navarro, 13 Vidrio, 14 del Olmo, 15 Espinoza, 16 Coyote, 17 Galindo, 18 Esquivel, 19 Martínez, 20 Rodríguez, 21 Gutiérrez, 22 Salvador, CT: Mejía Barón
Copa América 19971 Ríos, 2 Suárez, 3 Sánchez, 4 Villa, 5 Davino, 6 Lara, 7 García, 8 Ramírez, 9 Chávez, 10 Rizo, 11 Blanco, 12 Pineda, 13 Pardo, 14 Romero, 15 Hernández, 16 Jiménez, 17 Palencia, 18 Saavedra, 19 de Anda, 20 Abundis, 21 Sancho, 22 Zúñiga, CT: Milutinović
Copa América 19991 Campos, 2 Suárez, 3 Sánchez, 4 Márquez, 5 Torrado, 6 Lara, 7 Ramírez, 8 García Aspe, 9 Chávez, 10 Blanco, 11 Osorno, 12 Pérez, 13 Pardo, 14 Terrazas, 15 Hernández, 16 Cabrera, 17 Palencia, 18 Carmona, 19 Zepeda, 20 García, 21 Almaguer, 22 Ríos, CT: Lapuente
Copa América 20011 Sánchez, 2 A. Rodríguez, 3 H. Morales, 4 Márquez, 5 Vidrio, 6 Torrado, 7 Valdez, 8 García Aspe, 9 Borgetti, 10 Victorino, 11 Osorno, 12 Pérez, 13 Mercado, 14 de Nigris, 15 J.P. Rodríguez, 16 Reyes, 17 Hierro, 18 J. Rodríguez, 19 Zepeda, 20 R. Morales, 21 Arellano, 22 Martínez, CT: Aguirre
Copa América 20041 Sánchez, 2 Suárez, 3 Briceño, 4 Márquez, 5 Davino, 6 Torrado, 7 Valdez, 8 Pardo, 9 Borgetti, 10 Bautista, 11 Osorno, 12 Pérez, 13 Muñoz, 14 Morales, 15 Oteo, 16 Méndez, 17 Palencia, 18 Carmona, 19 Lozano, 20 Osorio, 21 Arellano, 22 Altamirano, CT: La Volpe
Copa América 20071 O. Sánchez, 2 Magallón, 3 Pinto, 4 Márquez, 5 I. Castro, 6 Torrado, 7 Medina, 8 Correa, 9 Landín, 10 Blanco, 11 Morales, 12 Cacho, 13 Ochoa, 14 Pineda, 15 J. A. Castro, 16 Lozano, 17 Bautista, 18 Guardado, 19 Bravo, 20 Arce, 21 Castillo, 22 Rodríguez, CT: H. Sánchez
Copa América 20111 Michel, 2 Álvarez, 3 Alanís, 4 de Buen, 5 Chávez, 6 Gallardo, 7 Dávila, 8 Orrantia, 9 Márquez Lugo, 10 dos Santos, 11 Aquino, 12 Sánchez, 13 Rodríguez, 14 Araujo, 15 Enríquez, 16 Ponce, 17 Pacheco, 18 Peralta, 19 Reynoso, 20 Pulido, 21 Mier, 22 Aguilar, 23 Reyes, CT: Tena
Copa América 20151 J.J. Corona, 2 Domínguez, 3 Ayala, 4 Márquez, 5 Medina, 6 Güemez, 7 J.M. Corona, 8 Fabián, 9 Jiménez, 10 Montes, 11 Aquino, 12 Talavera, 13 Salcedo, 14 Valenzuela, 15 Flores, 16 Aldrete, 17 Osuna, 18 Esqueda, 19 Vuoso, 20 E. Herrera, 21 Corral, 22 Velarde, 23 Hernández, CT: M. Herrera
Copa América Centenario1 J. J. Corona, 2 Araujo, 3 Y. Corona, 4 Márquez, 5 Reyes, 6 Torres Nilo, 7 Layún, 8 Lozano, 9 Jiménez, 10 J. M. Corona, 11 Aquino, 12 Talavera, 13 Ochoa, 14 Hernández, 15 Moreno, 16 Herrera, 17 Ramírez, 18 Guardado, 19 Peralta, 20 Dueñas, 21 Peña, 22 Aguilar, 23 Molina, CT: Osorio
Copa América 20241 J. González, 2 J. Sánchez, 3 Montes, 4 E. Álvarez, 5 Vásquez, 6 Arteaga, 7 Romo, 8 Rodríguez, 9 Quiñones, 10 Vega, 11 S. Giménez, 12 Acevedo, 13 Orozco, 14 E. Sánchez, 15 Antuna, 16 Cortizo, 17 Pineda, 18 Flores, 19 Reyes, 20 García, 21 Huerta, 22 Ayala, 23 Rangel, 24 Chávez, 25 Alvarado, 26 B. González, CT: Lozano

### Confederations Cup
Coppa re Fahd 19951 Campos, 2 Suárez, 4 Ambríz, 5 Ramírez, 6 Bernal, 7 Hermosillo, 8 García Aspe, 9 Rodríguez, 10 García, 11 Zague, 12 Chávez, 13 Vidrio, 14 del Olmo, 15 Esquivel, 16 Coyote, 17 Galindo, 18 Blanco, 20 Navarro, 21 Gutiérrez, CT: Mejía Barón
FIFA Confederations Cup 19971 Sánchez, 2 Suárez, 3 de Anda, 4 Villa, 5 Davino, 6 Lara, 7 Ramírez, 8 Luna, 9 Chávez, 10 García, 11 Blanco, 12 Pérez, 13 Pardo, 14 Terrazas, 15 Hernández, 16 López, 17 Palencia, 18 Carmona, 19 Zárate, 20 Abundis, CT: Lapuente
FIFA Confederations Cup 19991 Campos, 2 Suárez, 3 Sánchez, 4 Márquez, 5 Torrado, 6 Villa, 7 Ramírez, 8 García Aspe, 9 Abundis, 10 Blanco, 11 Osorno, 12 Pérez, 13 Pardo, 14 Terrazas, 15 Hernández, 16 Arellano, 17 Palencia, 18 Carmona, 19 Zepeda, 20 García, CT: Lapuente
FIFA Confederations Cup 20011 Sánchez, 2 Suárez, 3 Beltrán, 4 Oteo, 5 Davino, 6 M. Ruiz, 7 Rangel, 8 Rodríguez, 9 Abundis, 10 Borgetti, 11 Osorno, 12 Cabuto, 13 Pardo, 14 Villa, 15 de Nigris, 16 Coyote, 17 Valdez, 18 Victorino, 19 Reyes, 20 V. Ruiz, 21 Arellano, 22 Chávez, 23 Dautt, CT: Meza Enriquez
FIFA Confederations Cup 20051 Sánchez, 2 Galindo, 3 Salcido, 4 Márquez, 5 Osorio, 6 Torrado, 7 Sinha, 8 Pardo, 9 Borgetti, 10 Bravo, 11 Morales, 12 Muñoz, 13 Márquez Lugo, 14 Pineda, 15 Sánchez, 16 Méndez, 17 Fonseca, 18 Carmona, 19 Medina, 20 Rodríguez, 21 Lozano, 22 Pérez, 23 Corona, CT: La Volpe
FIFA Confederations Cup 20131 Ochoa, 2 Rodríguez, 3 Salcido, 4 Reyes, 5 Molina, 6 Torrado, 7 Barrera, 8 Reyna, 9 de Nigris, 10 dos Santos, 11 Aquino, 12 Corona, 13 Meza, 14 Hernández, 15 Moreno, 16 Herrera, 17 Zavala, 18 Guardado, 19 Jiménez, 20 Torres Nilo, 21 Mier, 22 Flores, 23 Talavera, CT: de la Torre
FIFA Confederations Cup 20171 Cota, 2 Araujo, 3 Salcedo, 4 Márquez, 5 D. Reyes, 6 J. dos Santos, 7 Layún, 8 Fabián, 9 Jiménez, 10 G. dos Santos, 11 Vela, 12 Talavera, 13 Ochoa, 14 Hernández, 15 Moreno, 16 Herrera, 17 Damm, 18 Guardado, 19 Peralta, 20 Aquino, 21 L. R. Reyes, 22 Lozano, 23 Alanís, CT: Osorio

### Giochi olimpici
Calcio ai Giochi Olimpici Estivi 1928P Bonfiglio, P De La Garza, D Garza Gutiérrez, D Guevara, D Ojeda, C L. Cerrilla, C Hernández, C Rojas, C Suinaga, A Carreño, A H. Cerrilla, A Contreras, A Garcés, A López, A Mejía, A Sota, A Terrazas, CT: Rojo de la Vega
Calcio ai Giochi Olimpici Estivi 1948P Carbajal, P Quintero, D Parrales, D Rodríguez Navarro, D Rodríguez Peralta, C Córdoba, C Figueroa, C R. Ruíz, C Thompson, C Villalobos, A Cárdenas, A Cobián, A Garduño, A Mercado, A J. Ruíz, A Sánchez, A Trujillo, CT: Ramírez
NOTA: per le informazioni sulle rose successive al 1948 visionare la pagina della Nazionale olimpica.

## Confronti con altre nazionali
Con le nazionali contro cui sono stati disputati almeno 10 incontri il Messico presenta i seguenti saldi.

### Saldo positivo
| Nazionale         | Giocate | Vinte | Nulle | Perse | Reti fatte | Reti subite | Differenza | Ultima vittoria   | Ultimo pareggio  | Ultima sconfitta  |
| ----------------- | ------- | ----- | ----- | ----- | ---------- | ----------- | ---------- | ----------------- | ---------------- | ----------------- |
| Stati Uniti       | 62      | 33    | 13    | 16    | 131        | 69          | +62        | 25 giugno 2011    | 26 marzo 2013    | 15 agosto 2012    |
| Costa Rica        | 42      | 23    | 14    | 5     | 66         | 25          | +41        | 5 settembre 2009  | 23 luglio 2009   | 16 giugno 2001    |
| Guatemala         | 30      | 19    | 7     | 4     | 63         | 31          | +32        | 8 ottobre 2005    | 28 giugno 2009   | 17 ottobre 2007   |
| El Salvador       | 28      | 23    | 1     | 4     | 83         | 17          | +66        | 10 ottobre 2009   | 18 dicembre 1979 | 6 giugno 2009     |
| Honduras          | 27      | 17    | 5     | 5     | 53         | 22          | +31        | 9 settembre 2009  | 17 luglio 2003   | 1º aprile 2009    |
| Canada            | 27      | 16    | 7     | 4     | 60         | 18          | +42        | 10 settembre 2008 | 15 ottobre 2008  | 13 maggio 1990    |
| Colombia          | 27      | 12    | 9     | 6     | 31         | 20          | +11        | 7 settembre 2010  | 23 febbraio 2005 | 30 settembre 2009 |
| Perù              | 25      | 11    | 6     | 8     | 36         | 30          | +6         | 8 giugno 2008     | 10 luglio 1999   | 20 agosto 2003    |
| Cile              | 24      | 13    | 2     | 9     | 27         | 26          | +1         | 16 maggio 2010    | 4 luglio 2007    | 24 settembre 2008 |
| Ecuador           | 18      | 12    | 4     | 2     | 32         | 17          | +15        | 12 novembre 2008  | 7 maggio 2010    | 4 settembre 2010  |
| Uruguay           | 18      | 7     | 7     | 4     | 25         | 22          | +3         | 14 luglio 2007    | 7 luglio 2004    | 22 giugno 2010    |
| Giamaica          | 17      | 14    | 1     | 2     | 55         | 8           | +47        | 6 settembre 2008  | 16 novembre 1997 | 11 ottobre 2008   |
| Trinidad e Tobago | 17      | 11    | 3     | 3     | 40         | 14          | +26        | 10 giugno 2009    | 14 ottobre 2009  | 12 ottobre 2005   |
| Paraguay          | 16      | 7     | 5     | 4     | 29         | 13          | +16        | 26 marzo 2011     | 26 marzo 2003    | 5 giugno 2007     |
| Bulgaria          | 12      | 4     | 6     | 2     | 14         | 11          | +3         | 17 aprile 2002    | 5 luglio 1994    | 16 novembre 2005  |
| Corea del Sud     | 11      | 5     | 2     | 4     | 20         | 15          | +5         | 13 giugno 1998    | 27 gennaio 2002  | 15 febbraio 2006  |
| Bolivia           | 10      | 8     | 1     | 1     | 19         | 5           | +14        | 24 febbraio 2010  | 23 giugno 1993   | 25 giugno 1997    |
| Cuba              | 10      | 10    | 0     | 0     | 33         | 6           | +27        | 8 giugno 2007     | –                | –                 |
| Ungheria          | 10      | 7     | 1     | 2     | 21         | 10          | +11        | 14 dicembre 2005  | 22 febbraio 1977 | 8 dicembre 1967   |
| Venezuela         | 10      | 8     | 2     | 0     | 23         | 7           | +16        | 24 giugno 2009    | 29 marzo 2011    | –                 |
| Unione Sovietica  | 10      | 2     | 7     | 1     | 4          | 4           | 0          | 19 febbraio 1986  | 20 febbraio 1971 | 19 agosto 1984    |

### Saldo negativo
| Nazionale | Giocate | Vinte | Nulle | Perse | Reti fatte | Reti subite | Differenza | Ultima vittoria | Ultimo pareggio  | Ultima sconfitta |
| --------- | ------- | ----- | ----- | ----- | ---------- | ----------- | ---------- | --------------- | ---------------- | ---------------- |
| Brasile   | 39      | 10    | 7     | 22    | 36         | 71          | –35        | 3 giugno 2012   | 17 giugno 2014   | 19 giugno 2013   |
| Argentina | 28      | 4     | 11    | 13    | 26         | 43          | –17        | 10 luglio 2004  | 26 giugno 2005   | 26 novembre 2022 |
| Italia    | 12      | 1     | 4     | 7     | 10         | 28          | –18        | 3 giugno 2010   | 13 giugno 2002   | 16 giugno 2013   |
| Spagna    | 11      | 1     | 4     | 6     | 6          | 19          | –13        | 10 giugno 1979  | 11 agosto 2010   | 14 novembre 2001 |
| Germania  | 10      | 1     | 5     | 4     | 9          | 20          | –11        | 15 giugno 1985  | 22 dicembre 1993 | 29 giugno 2005   |

NB: come da regolamento FIFA le gare terminate ai rigori contro Germania Ovest (21 giugno 1986, persa), Bulgaria (5 luglio 1994, persa), Danimarca (10 gennaio 1995, persa), Nigeria (13 gennaio 1995, vinta), Stati Uniti (17 luglio 1995, persa) Ecuador (22 giugno 1997, vinta), Guatemala (18 novembre 1998, persa), Perù (10 luglio 1999, vinta), Corea del Sud (27 gennaio 2002, persa), Argentina (26 giugno 2005, persa) e Costa Rica (23 luglio 2009, vinta) sono considerate partite pareggiate.